# 棚澤一郎
棚澤 一郎（たなさわ いちろう、1936年 - 2014年） は、日本の機械工学者。東京大学名誉教授。元日本機械学会会長。元日本伝熱学会会長。

## 人物・経歴
1958年東京大学工学部機械工学科卒業。1963年東京大学生産技術研究所助教授。1976年東京大学生産技術研究所教授。1989年日本機械学会熱工学部門長。1993年日本伝熱学会会長。1996年東京農工大学工学部教授。1999年日本大学工学部教授。指導学生に宇高義郎横浜国立大学名誉教授など。